# Benjamin Steffan
Benjamin Steffan (geboren 12. Januar 1996 in Chemnitz) ist ein deutscher Eiskunstläufer und Eistänzer. Mit seiner Eistanzpartnerin Jennifer Janse van Rensburg wurde er Deutscher Meister 2022, 2023 und 2024.

## Eistanz
mit Jennifer Janse van Rensburg
| International                              | International | International | International | International | International | International | International | International |
| Wettbewerb                                 | 2016–17       | 17–18         | 18–19         | 19–20         | 20–21         | 21–22         | 22–23         | 23–24         |
| ------------------------------------------ | ------------- | ------------- | ------------- | ------------- | ------------- | ------------- | ------------- | ------------- |
| Weltmeisterschaften                        |               |               |               |               |               | Z             | 15.           |               |
| Europameisterschaften                      |               |               |               |               |               |               | 9.            | 11.           |
| GP France                                  |               |               |               |               | A             | 10.           |               |               |
| GP Skate America                           |               |               |               |               |               |               | 9.            |               |
| GP Skate Canada                            |               |               |               |               |               |               |               | 8.            |
| GP Finnland                                |               |               |               |               |               |               |               | 9.            |
| CS Alpen Trophy                            |               |               | 8.            |               |               |               |               |               |
| CS Asian Open                              |               |               |               | 4.            |               |               |               |               |
| CS Cup of Austria                          |               |               |               |               |               | 7.            |               |               |
| CS Cup of Tyrol                            |               |               |               |               | A             |               |               |               |
| CS Denis Ten Memorial                      |               |               |               |               |               |               | 2.            |               |
| CS Finlandia Trophy                        |               | 13.           |               |               |               | 10.           |               |               |
| CS Golden Spin                             | 10.           |               |               | 5.            |               |               | 6.            |               |
| CS Ice Star                                |               | 10.           |               |               |               |               |               |               |
| CS Lombardia Trophy                        |               |               |               |               |               | 7.            |               |               |
| CS Budapest Trophy                         |               |               |               |               |               |               |               | 4.            |
| CS Nebelhorn Trophy                        |               |               | 6.            | 8.            | Z             |               | Z             | 7.            |
| CS Tallinn Trophy                          |               | 6.            | 6.            |               |               |               |               |               |
| CS Warsaw Cup                              |               |               |               |               | A             |               | 2.            |               |
| Bavarian Open                              | 10.           | 4.            | 2.            |               |               | 1.            | 1.            | 1.            |
| Egna Trophy                                |               |               |               | 6.            | 2.            | 1.            |               |               |
| Halloween Cup                              |               |               | 5.            |               |               |               |               |               |
| Ice Challenge                              |               | 4.            |               |               |               |               |               |               |
| Ice Star                                   | 6.            |               |               |               |               |               |               |               |
| Lake Placid IDI                            |               |               |               |               |               | 8.            |               |               |
| Open d’Andorra                             |               |               |               | 5.            |               |               |               |               |
| Open Ice Mall                              |               |               | 6.            |               |               |               |               |               |
| Santa Claus Cup                            |               | 7.            |               |               | 1.            |               |               |               |
| Universiade                                | 9.            |               |               |               |               |               |               |               |
| National                                   |               |               |               |               |               |               |               |               |
| Deutsche Meisterschaften                   | 4.            | 4.            | 3.            | 2.            | Z             | 1.            | 1.            | 1.            |
| Z = zurückgezogen; A = Wettbewerb abgesagt |               |               |               |               |               |               |               |               |

mit Camilla Barht
| International: Novizen       | International: Novizen | International: Novizen |
| Wettbewerb                   | 2007–08                | 08–09                  |
| ---------------------------- | ---------------------- | ---------------------- |
| NRW Trophy                   |                        | 8.                     |
| Pavel Roman                  | 4. P                   |                        |
| National                     |                        |                        |
| Deutsche Meisterschaften     |                        | 6. N                   |
| P = Pre-Novizen; N = Novizen |                        |                        |